# Diocesi di Parral
La diocesi di Parral (in latino Dioecesis Parralensis) è una sede della Chiesa cattolica in Messico suffraganea dell'arcidiocesi di Chihuahua. Nel 2021 contava 236.460 battezzati su 288.400 abitanti. È retta dal vescovo Mauricio Urrea Carrillo.

## Territorio
La diocesi comprende parte dello stato messicano di Chihuahua. Al momento dell'erezione, la diocesi comprendeva i comuni di Allende, Balleza, Coronado, El Tule, Hidalgo del Parral, Huejotitán, Jiménez, López, Matamoros, Rosario, San Francisco del Oro, Santa Barbara, Valle de Zaragoza e parte del comune di Guadalupe y Calvo
Sede vescovile è la città di Parral, dove si trova la cattedrale di Nostra Signora di Guadalupe.
Il territorio si estende su una superficie di 43.674 km² ed è suddiviso in 21 parrocchie.

## Storia
La diocesi è stata eretta l'11 maggio 1992 con la bolla Qui de Ecclesiis di papa Giovanni Paolo II, ricavandone il territorio dall'arcidiocesi di Chihuahua e dal vicariato apostolico di Tarahumara (oggi diocesi).

## Cronotassi dei vescovi
Si omettono i periodi di sede vacante non superiori ai 2 anni o non storicamente accertati.
- José Andrés Corral Arredondo † (11 luglio 1992 - 24 dicembre 2011 deceduto)
- Eduardo Carmona Ortega, C.O.R.C. (27 giugno 2012 - 6 novembre 2019 nominato vescovo coadiutore di Córdoba)
- Mauricio Urrea Carrillo, dal 21 novembre 2020

## Statistiche
La diocesi nel 2021 su una popolazione di 288.400 persone contava 236.460 battezzati, corrispondenti all'82,0% del totale.
| anno | popolazione | popolazione | popolazione | presbiteri | presbiteri | presbiteri | presbiteri                | diaconi | religiosi | religiosi | parrocchie |
| anno | battezzati  | totale      | %           | numero     | secolari   | regolari   | battezzati per presbitero | diaconi | uomini    | donne     | parrocchie |
| ---- | ----------- | ----------- | ----------- | ---------- | ---------- | ---------- | ------------------------- | ------- | --------- | --------- | ---------- |
| 1999 | 481.042     | 531.244     | 90,6        | 28         | 20         | 8          | 17.180                    | 11      | 11        | 61        | 17         |
| 2000 | 492.710     | 536.556     | 91,8        | 39         | 23         | 16         | 12.633                    | 12      | 19        | 68        | 17         |
| 2001 | 497.638     | 541.922     | 91,8        | 51         | 39         | 12         | 9.757                     | 12      | 16        | 68        | 17         |
| 2002 | 522.200     | 596.115     | 87,6        | 43         | 34         | 9          | 12.144                    |         | 12        | 71        | 17         |
| 2003 | 515.790     | 541.579     | 95,2        | 34         | 26         | 8          | 15.170                    | 15      | 12        | 71        | 17         |
| 2013 | 372.345     | 414.195     | 89,9        | 53         | 40         | 13         | 7.025                     | 10      | 13        | 56        | 20         |
| 2016 | 393.202     | 430.601     | 91,3        | 46         | 44         | 2          | 8.547                     | 10      | 4         | 54        | 21         |
| 2019 | 228.897     | 280.392     | 81,6        | 48         | 46         | 2          | 4.768                     | 8       | 2         | 54        | 21         |
| 2021 | 236.460     | 288.400     | 82,0        | 47         | 47         |            | 5.031                     | 10      |           | 57        | 21         |